# Dayah Mon Ara (Peudada)
Dayah Mon Ara is een bestuurslaag in het regentschap Bireuen van de provincie Atjeh, Indonesië. Dayah Mon Ara telt 500 inwoners (volkstelling 2010).